# Martin Mailman
Martin S. Mailman (New York, 30 juni 1932 – Denton, Texas, 18 april 2000) was een Amerikaans componist, muziekpedagoog en dirigent. 

## Levensloop
Mailman begon al op jeugdige leeftijd met trompetles. Zijn studies deed hij aan de Eastman School of Music van de University of Rochester, in Rochester, New York en hij was leerling compositie bij Louis Mennini, Wayne Barlow, Bernard Rogers en Howard Hanson. Hij behaalde zijn Bachelor of Music in 1954, zijn Master of Music in 1955 en de Doctor of Musical Arts in 1960. 
De succesvolle pedagogische carrière begon hij 1955 tot 1957 bij de U.S. Naval School of Music. Van 1958 tot 1959 was hij docent aan de Eastman School of Music in Rochester en hij doceerde in de zomercursussen aan het Brevard Music Center in 1960, 1961 en 1983. Aan de Universiteit van West Virginia in Morgantown doceerde hij in de zomer 1963. Van 1961 tot 1966 was hij de eerste huiscomponist aan de East Carolina University in Greenville. Met anderen behoorde hij tot de eerste hedendaagse Amerikaanse componisten die in 1959 in het The Young Composers Project meededen, dat door de National Music Council en de Ford Foundation gesponsord en financieel gedragen werd. Toen leefde en werkte hij in Jacksonville, Florida. Uiteindelijk ging hij 1966 als professor werken aan de College of Music faculty van de Universiteit van Noord-Texas te Denton, waar hij 34 jaren bleef. 
Als componist kreeg hij talrijke prijzen en onderscheidingen, zoals twee American Bandmasters Association/Ostwald prizes voor compositie, de National Band Association/Band Mans Company prize for composition en de Edward Benjamin Award. In 1982 werd hij met de Queen Marie-Jose Prize voor compositie in Genève, Zwitserland, bekroond. Als componist schreef hij kamermuziek, werken voor orkest en harmonieorkest en koormuziek. Hij was lid van de American Bandmasters Association, de Phi Mu Alpha Sinfonia, Pi Kappa Lambda en de National Arts Associate.

## Composities

### Werken voor orkest

#### Symfonieën
- 1969 Symfonie nr. 1, op. 46
- 1979 Symfonie nr. 2, op. 63
- 1983 Symfonie nr. 3 (Fantasies), op. 70

#### Andere Werken voor orkest
- 1954 Autumn Landscape, opus 4
- 1964 Sinfonietta, op. 34
- 1982 Violin Concerto (Variations), op. 68
- 1987 Mirror Music, op. 77
- 1999 Dance Imageries
- Christmas Music, opus 12
- Commencement March
- Gateway City Overture, opus 18
- Generations 2
- Partita
- Prelude and Fugue No. 2, opus 30, No. 1
- Suite in Three Movements, opus 23
- Theme Music for "Concepts", opus 38
- Shakespearean Serenade, opus 44

### Werken voor harmonieorkest
- 1960 Four Minitaures
- 1960 Commencement March, voor harmonieorkest, op. 14
- 1960 Alleluia, voor gemengd koor en harmonieorkest, op. 15
- 1961 Geometrics No. 1, voor harmonieorkest, op. 22
- 1962 Geometrics in Sound - Geometrics No. 2, voor harmonieorkest, op. 29
- 1962 Overture
- 1963 From the Leaves of Grass, voor spreker, gemengd koor en harmonieorkest, op. 30 No. 2
- 1963 Concertino, voor trompet en harmonieorkest, op. 31
  1. Allegro
  2. Adagio
  3. Vivace
- 1963 Liturgical Music for Band, op. 33
  1. Introit
  2. Kyrie
  3. Alleluia
  4. Gloria ("Glory to God in the highest")
- 1965 Four Variations in Search of a Theme, voor spreker en harmonieorkest, op. 36
- 1965 Geometrics No. 3, voor harmonieorkest, op. 37
- 1965 The Whaleman's Chapel, from "Moby Dick"
- 1968 Geometrics No. 4, voor harmonieorkest, op. 43
- 1968–1969 Associations
- 1969 Alarums, opus 27
- 1970 In memoriam Frankie Newton, op. 50
- 1972 Shouts, Hymns and Praises
- 1973 A Simple Ceremony: In Memoriam John Barnes Chance, op. 53
- 1974 Decorations: Music for a Celebration, voor gemengd koor en harmonieorkest, op. 54
- 1975 Let Us Now Praise Famous Men, voor spreker, solisten en harmonieorkest, op. 56
- 1976 Geometrics No. 5, voor harmonieorkest, op. 58
- 1980 Night Vigil, op. 66
- 1981 Exaltations, op. 67
- 1988 For precious friends hid in death's dateless night, op. 80 - geïnspireerd door Shakespeares sonnetten
  1. mournful hymns did hush the night
  2. broken loops of buried memories
  3. Which by and by black night doth take away
- 1989 The Jewel in the Crown, Ceremonial March, op. 78
- 1989 Toward the Second Century, op. 82
- 1990 Concertino, voor klarinet en harmonieorkest, op. 83
- 1991 Bouquets, op. 87
- 1993 Secular Litanies, op. 90
- 1993 Concerto for Wind Orchestra (Variations), opus 89
- 1998 Pledges, opus 98

### Missen en geestelijke werken
- Alleluia, voor eenstemmig gemengd koor en orkest, opus 15
- Concord Hymn, opus 20
- Three Madrigals
- Requiem, Requiem, voor spreker, sopraan, mezzo-sopraan, bariton, gemengd koor en groot orkest, opus 51

### Muziektheater

#### Opera
| Voltooid in | titel              | aktes  | première                 | libretto |
| ----------- | ------------------ | ------ | ------------------------ | -------- |
| 1959        | The Hunted, op. 11 | 1 akte | 27 april 1959, Rochester |          |

#### Toneelmuziek
- Music for the Play "Moby Dick", voor gemengd koor en orkest, opus 35

### Werken voor koor
- 1963 To every thing there is a season, voor gemengd koor
- 1968 Concord Hymn, voor gemengd koor, op. 20 - tekst: Ralph Waldo Emerson (1803-1882)

### Vocale muziek
- 1991 Love Letters from Margaret, voor sopraan en instrumental-ensemble, Op. 85 (naar: Margaret Fullers 40 brieven aan James Gottendorf, in 1845-46)
- 1999 Vocalise, voor zang en piano, op. 99
- Four Songs, voor sopraan en piano
- Hosanna, voor sopraan, alt, gemengd koor en orgel

### Kamermuziek
- 1951 Burlesque, voor trompet en piano, op. 1
- 1966 Four Divisions for Percussion Emsemble, opus 40
- 1972 Two Fanfares, voor koperensemble
- 1979 Clastics 2, vier bewegingen voor eufonium en slagwerk, op. 62
- 1995 String Quartet No. 2
- String Quartet in One Movement, opus 26
- Partita No. 4 opus 42 - for Nine Instrumentalists (fluit (ook: piccolo), hobo, klarinet (ook: basklarinet), fagot, trompet, hoorn, pauken (ook: slagwerk), viool en cello)

### Werken voor piano
- 1974 In Memoriam Silvio Scionti, op. 55
- Martha's Vineyard